# Tsedendorjiin Bazarsüren
Tsedendorjiin Bazarsüren, född 19 januari 1957, är en mongolisk bågskytt. Hon deltog vid olympiska sommarspelen 1980.